# Un temps pour vivre, un temps pour mourir
Pour les articles homonymes, voir Un temps pour vivre, un temps pour mourir (homonymie).
 (mars 2021).
Si vous disposez d'ouvrages ou d'articles de référence ou si vous connaissez des sites web de qualité traitant du thème abordé ici, merci de compléter l'article en donnant les références utiles à sa vérifiabilité et en les liant à la section « Notes et références ».
Un temps pour vivre, un temps pour mourir (titre original en allemand : Zeit zu leben und Zeit zu sterben) est un roman de Erich Maria Remarque publié en 1954.

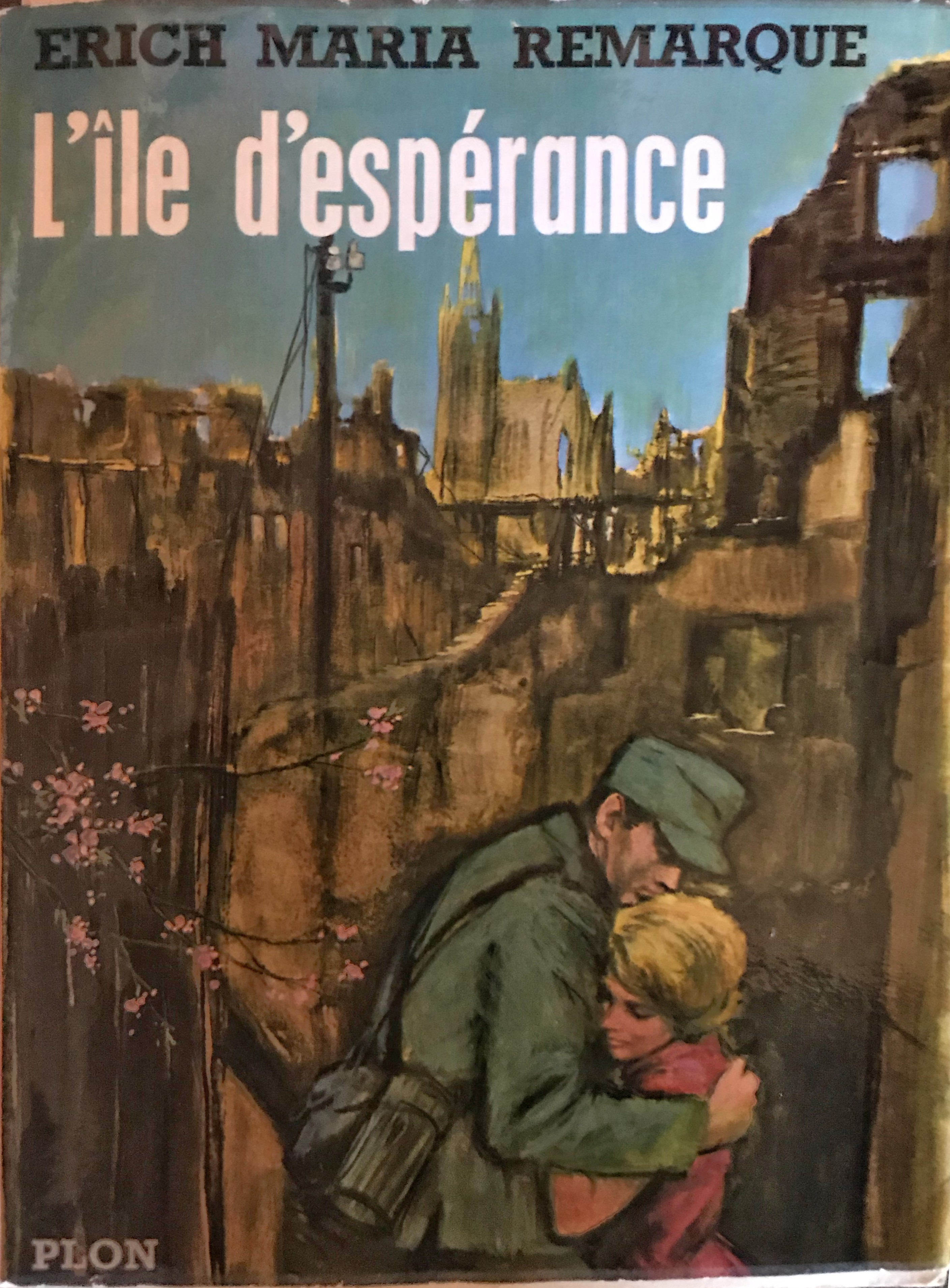
Couverture de l'édition 38 mille PLON 1960

Traduit par Michel Tournier, il paraît en France d'abord sous le titre L’Île d’espérance aux éditions Plon.

## Contexte
Le titre du récit se réfère à deux versets de l'Ecclésiaste (3.8 « un temps pour aimer » et 3.2 « un temps pour mourir »).

## Résumé
Le roman se déroule pendant la Seconde Guerre mondiale, il commence sur le front en Russie du côté des troupes allemandes. Ernst Gräber est un soldat allemand, il ne soutient pas cette guerre mais a été envoyé sur le front. Son kommando recule devant les Russes et reste quelques jours dans un village russe abandonné. Là, le kommando exécute plusieurs civils russes.
Gräber obtient une permission. Il voyage dans un train avec d'autres soldats et des blessés. Il ne parvient pas à prévenir sa famille de son retour. En route, il apprend que certaines villes d'Allemagne comme Cologne leur sont interdites. Il ne comprend pas pourquoi et suppose que les lignes de train ont dû être détruites. À un arrêt, on remet aux soldats en permission des sacs de vivres qu'ils doivent apporter à leurs familles afin qu'elles croient qu'il y a assez de nourriture sur le front.
Gräber descend près de Werden où ses parents habitent. La gare a été supprimée. En ville, il cherche la maison de ses parents rue Haken. Il ne reconnaît plus les rues ni les quartiers à cause des bombardements. Il trouve finalement l'ancienne maison de ses parents, mais aucun mot n'y a été laissé pour lui. Pendant plusieurs jours il va dormir à la caserne et consacrer ses journées à la recherche de ses parents : pour cela il se rend dans les hôpitaux, les cimetières de la ville. Mais ceux-ci reçoivent trop de blessés et de morts pour les compter ou même les identifier, Gräber doit donc vérifier cela par lui-même.
En ville, il rencontre certains de ses anciens camarades de classe, comme Elisabeth Kruse, à qui il va proposer de se marier afin qu'elle bénéficie de la pension versée aux femmes de soldat. Il rencontre également Alfons Binding qui fait alors partie des SS. Celui-ci lui apporte son aide et lui offre des bouteilles et de la nourriture.
Gräber rend visite à un de ses professeurs, qui n'exerce plus. Il le questionne sur la responsabilité de chaque individu dans cette guerre et dans ses horreurs.
La permission de Gräber prend fin peu après son mariage avec Elisabeth. Il n'a cependant pas eu le temps de retrouver ses parents, même si ceux-ci sont vivants.
De nouveau sur le front, Gräber constate que son kommando a reculé de plus de 100 kilomètres depuis son départ. Il a l'impression de ne jamais avoir été en permission. Certains de ses camarades du kommando ont été tués depuis son départ, des prisonniers russes ont été capturés, ils feraient partie d'une guérilla.
Lorsque le kommando doit se retirer Gräber est chargé de surveiller ces prisonniers. Il attend que les autres soldats allemands partent et libère les prisonniers. L'un d'eux tue Gräber lorsqu'il part rejoindre son kommando.

## Les personnages
- Ernst Gräber : soldat allemand de la Wehrmacht, pacifiste ; lors de sa permission, il part en vain à la recherche de ses parents.
- Elisabeth Kruse : camarade de Gräber au lycée ; son père est un prisonnier politique en camp de concentration. Ils vont se marier lors de la permission. Elle est également contre la guerre.
- Alfons Binding : camarade de Gräber au lycée, il fait partie des SA. Il montre de l'amitié à l'égard de son ancien camarde de classe et lui vient en aide à quelques reprises en lui donnant des rations et de l'alcool.
- Professeur Pohlmann : professeur de religion lorsque Gräber était au lycée, il héberge également un juif et est suivi de près par la Gestapo.
- Mme Lieser : elle travaille pour le parti et habite chez Elisabeth Kruse.
- Hirschland : un ami de Gräber qui est dans son kommando, qui est victime d'un complot monté par Steinbrenner, qui se divertit en faisant croire à la mère d'Hirschland que son fils est mort.

## Un point de vue engagé

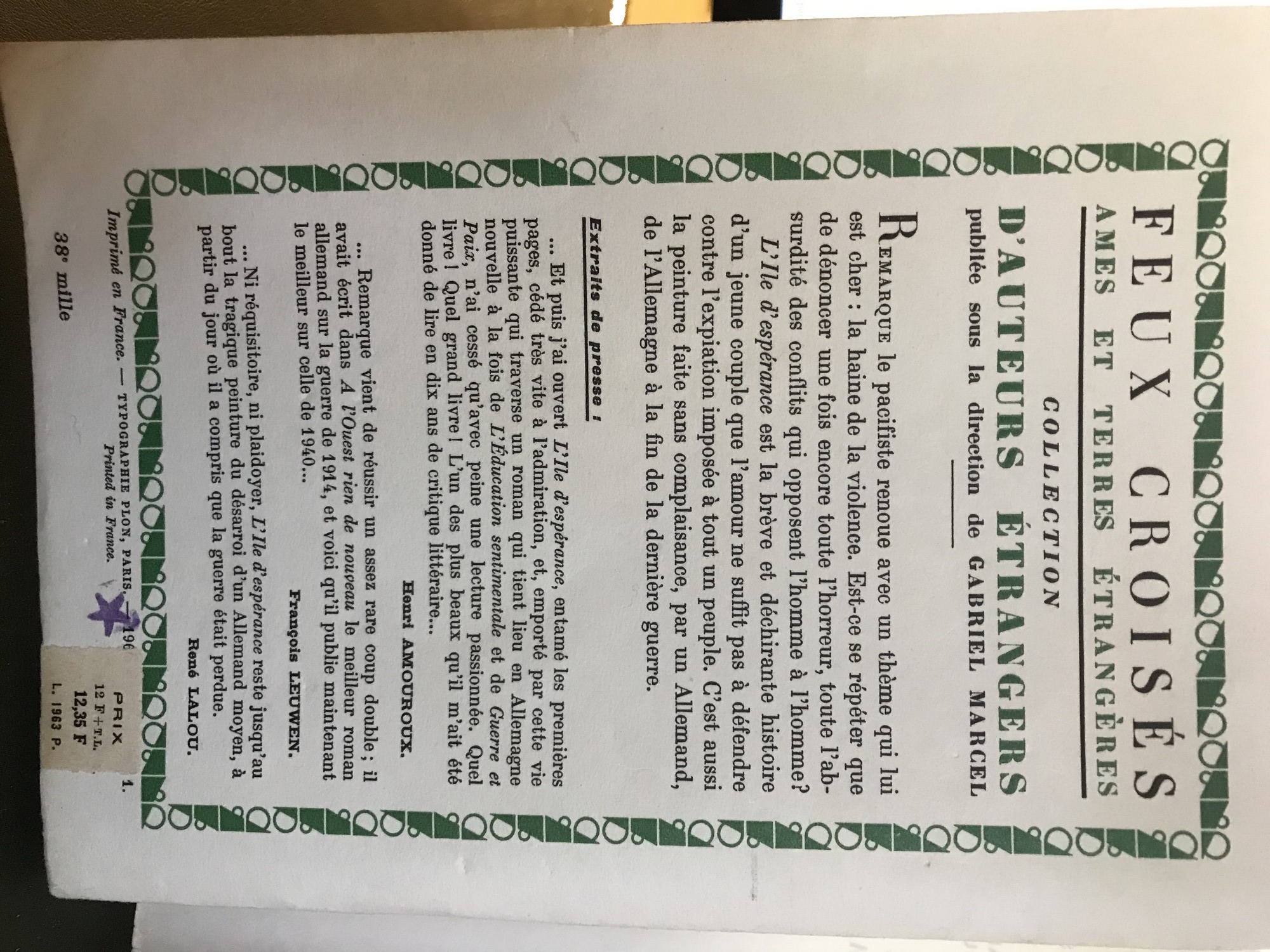
Deuxième de couverture REMARQUE - L'ILE D'ESPERANCE

L'auteur exprime son engagement pacifiste à travers le personnage principal du roman, Ernst Gräber.
Il montre les horreurs de cette guerre, notamment les exécutions, les corps restés dans la neige pendant tout l'hiver et que l'on retrouve lorsque la neige fond sur le front de Russie ; mais également à l'arrière, dans les villes allemandes qui sont bombardées.

## Les effets
Remarque, à travers le personnage d'Ernst Gräber dénonce l'horreur de la guerre sur tous les plans; il critique surtout l'esprit qui règne au sein du parti et de ses adeptes, mais montre aussi ce que deviennent les civils. Ils se retrouvent alors dans une phase de chaos, où l'homme primitif règne, c'est-à-dire qu'il ne songe qu'à la survie.
On peut donc parler de l'homme déshumanisé par la guerre. Les ruines, les bombardements à intervalles réguliers, la vue quotidienne de la mort mène à une terreur constante qui entraîne le lecteur au cœur de l'horreur. Bien que le point de vue adopté soit omniscient, le lecteur devient Ernst et adopte son raisonnement. Aussi acquiert-il les mêmes valeurs qu'attribue le personnage de Gräber aux effets matériels et aux valeurs morales.

## Adaptation au cinéma
- Le Temps d'aimer et le Temps de mourir (A Time To Love And a Time To Die), de Douglas Sirk, États-Unis, 1957